# مایشائلربرگ
مایشائلربرگ (به آلمانی: Michaelerberg) یک منطقهٔ مسکونی در اتریش است که در Expositur Gröbming واقع شده‌است. مایشائلربرگ ۲۶٫۰۸ کیلومتر مربع مساحت دارد ۶۹۶ متر بالاتر از سطح دریا واقع شده‌است.